# Москательный переулок
Москате́льный переу́лок — переулок в Центральном районе Санкт-Петербурга. Проходит от набережной канала Грибоедова до Банковского переулка.

## История
Название дано 16 апреля 1887 года по москательному ряду (дом 1).

## Объекты
- Дом 2/34/1 — Высшая экономическая школа (ВЭШ) Санкт-Петербургского государственного экономического университета
- Дом 4 — Гуманитарный факультет Санкт-Петербургского государственного экономического университета